# Olenokosteantînivka, Huleaipole
Olenokosteantînivka (în ucraineană Оленокостянтинівка) este un sat în comuna Vozdvîjivka din raionul Huleaipole, regiunea Zaporijjea, Ucraina.

## Demografie
Componența lingvistică a localității Olenokosteantînivka
     Ucraineană (86,05%)
     Rusă (9,3%)
     Belarusă (2,33%)
Conform recensământului din 2001, majoritatea populației localității Olenokosteantînivka era vorbitoare de ucraineană (86,05%), existând în minoritate și vorbitori de rusă (9,3%), găgăuză (2,33%) și belarusă (2,33%).